# Urubici
Urubici är en kommun i Brasilien.   Den ligger i delstaten Santa Catarina, i den södra delen av landet, 1 400 km söder om huvudstaden Brasília. Antalet invånare är 10 702.
I omgivningarna runt Urubici växer i huvudsak städsegrön lövskog. Runt Urubici är det glesbefolkat, med 14 invånare per kvadratkilometer.